# Lend Me Your Husband
Lend Me Your Husband er en amerikansk stumfilm fra 1924 af Christy Cabanne.

## Medvirkende
- Doris Kenyon som Aline Stackton
- David Powell som Henry Seton
- Dolores Cassinelli som Mrs. Seton
- J. Barney Sherry som Burrows Stackton
- Violet Mersereau som Jenny MacDonald
- Burr McIntosh som Fergus MacDonald
- Cornelius Keefe som Robert Towers
- Coit Albertson som Ferrari
- Helena D'Algy